# Смолигівська сільська громада
Смолигівська сільська об'єднана територіальна громада — колишня об'єднана територіальна громада в Україні, в Луцькому районі Волинської області. Адміністративний центр — село Смолигів.
Площа громади — 69,32 км², населення — 1941 мешканець (2018).
Утворена 14 серпня 2015 року шляхом об'єднання Смолигівської та Хорохоринської сільських рад Луцького району.

## Населені пункти
До складу громади входять 6 сіл: Барвінок, Дубичанське, Михайлівка, Сарнівка, Смолигів та Хорохорин.